# Moscatel Negra (higo)
Moscatel Negra es un cultivar de higuera de tipo higo común Ficus carica, bífera de higos color violeta púrpura oscuro. Se cultiva principalmente en Castilla-La Mancha (provincia de Toledo: Cebolla, Lucillos, Montearagón y Los Cerralbos) y en algunas zonas de la provincia de Ávila (valle del Tiétar y Sierra de Gredos) con destino para venta en fresco tanto de brevas como de higos en los mercados en Madrid.

## Sinonimia
- Moscatel[6][7][8]

## Características
La higuera Moscatel Negra es una variedad bífera de tipo higo común, porte esparcido de vigor débil y densidad de ramificación escasa de protuberancias escasa. Producción media de brevas e higos, de tamaño medio y forma ovalada de gota, de color violeta púrpura oscura. Son densos, firmes y flexibles.
Las brevas  maduran la tercera semana de junio, son frutos dulces y firmes de calidad para el consumo en fresco.
Los higos maduran la primera semana de agosto hasta finales de septiembre. Son frutos de tamaño medio, dulces.
Es una variedad recomendada para el consumo en fresco de sus frutos.

## Cultivo
'Moscatel Negra', es una variedad de higo violeta, reconocida por su piel fina e intenso dulzor, que se cultiva mayoritariamente en la zona norte de la provincia de Toledo y en el Valle del Tiétar y en la Sierra de Gredos.
También existe la variedad 'Moscatel' en higo blanco. Los frutos son achatados, la piel más gruesa que la de los higos negros y con una pulpa de un atractivo color morado muy dulce.